# Khaled (album)
Khaled è il settimo album in studio del cantante algerino omonimo, pubblicato nel 1992.

## Tracce
1. Didi – 5:02
2. El Arbi – 3:35
3. Wahrane – 4:27
4. Ragda – 3:51
5. El Ghatli – 4:07
6. Liah Liah – 4:21
7. Mauvais Sang – 6:13
8. Braya – 4:46
9. Ne m'en voulez pas – 4:57
10. Sbabi – 4:05
11. Harai – 3:57